# Менхенгладбах
Менхенгладбах (нім. Mönchengladbach) — місто на заході Федеральної Республіки Німеччина, у Нижньорейнському регіоні (нім. Niederrhein) землі Північний Рейн — Вестфалія. Населення 258,8 тис. осіб (2009); 2000 р. — 263,7 тисячі. Місто розташоване на схід від Рейну, між Дюссельдорфом та кордоном з Нідерландами. Історія міста почалась 974 року, коли архієпископ Кельна Геро разом з монахами з Трірського архієпископства заснували абатство.
Місто відоме футбольною командою Боруссія Менхенгладбах (нім. Borussia Mönchengladbach). Також у місті була заснована одна зі старіших сучасних фабрик по виробництву чоловічого одягу класу люкс — Van Laack.

## Відомі особистості міста
- Гуго Юнкерс (1859)
- Пауль Йозеф Геббельс (1897)
- Ганс Йонас, філософ (1903)
- Ганс Геєр, перегонник Формули-1
- Гюнтер Нетцер (1944), футболіст та тренер
- Гельмут Пеш (1952), письменник-фантаст
- Райнхольд Евальд (1956), астронавт
- Вальтер Мєрс (1957), художник-фантаст, автор коміксів
- Гайнц-Гаральд Френтцен (1967), перегонник Формули-1
- Нік Гайдфельд (1977), перегонник Формули-1
- Марсель Янсен (1985), футболіст

| Німеччина | Це незавершена стаття з географії Німеччини. Ви можете допомогти проєкту, виправивши або дописавши її. |